# 李彝殷
李彝興（？—967年），本名李彝殷，是五代十国到宋朝初年党项族的首领、定难节度使，为李仁福的儿子。

## 生平
早年为夏州行军司马。清泰二年（935年）春，其弟定难节度使李彝超去世，三军推为留后，后唐末帝李从珂授他为定难军节度使。
后晋天福初年，石敬瑭加其为检校太尉、同平章事。晋少帝石重贵嗣位，加检校太师。天福八年（943年）秋，李彝殷弟绥州（今陕西绥德）刺史李彝敏与其党作乱，被李彝殷击败，奔往延州（今陕西延安），李彝殷押送到京城，朝廷送回夏州，由李彝殷斩了他。开运元年（944年）春，以李彝殷为契丹西南面招讨使，防备南下的契丹。
后汉乾祐元年（948年）春，刘知远加李彝殷兼侍中。这年，李守贞在河中叛乱，暗通李彝殷，李彝殷为之出师，于延州之北境驻扎，既而听说李守贞被郭威所围，便收军而退。
后周显德时，李彝殷被告发不奉周命，把周廷派去的使者拒之门外，郭荣也群臣商议，群臣说夏州偏僻，不必放在心上。但郭荣却不这么认为，他让人写了一道诏书给李彝殷，语气严厉地斥责了李彝殷，身在夏州的他果然害怕，遣使来京，奉表谢罪，再次归降后周。之后，李彝殷被加官至守太傅、兼中书令，封西平王。
北宋建隆元年（960年）春，宋太祖下制加李彝殷守太尉，为避宋宣祖赵弘殷讳，李彝殷改名李彝兴。北汉皇帝刘钧联合代北诸部来进攻麟州，李彝兴遣部将李彝玉会同诸镇兵抵御，刘钧撤退。之后向朝廷献马三百匹，太祖大喜，亲自监督为李彝兴制作玉带，且召来使问：“汝帅腹围几何？”来使回答：“彝兴腰复甚大。”太祖说：“汝帅真福人也。”遂遣使赐带。乾德五年（967年）秋，李彝兴卒，太祖废朝三日，赠他为太师，追封夏王。子李光睿嗣位，自立为留后。

## 子
- 李光普
- 李光新
- 李光睿
- 李光文
- 李光憲
- 李光美
- 李光遂
- 李光信